# 人口減少社会
人口減少社会（じんこうげんしょうしゃかい,population decline）とは、社会において出生数よりも死亡数の方が多く継続して人口が減少していく時期。日本では2000年代後半もしくは2010年代以降からその局面に入ったとされる。

## 人口減少に入った地域
| 国 地域                  | 推計人口 (2020年) | 年平均 人口増減 (%) | 年平均 人口増減 (%) | 低出生率 | 高い 死亡率 | 移民転出 | 高い 中絶率 |
| 国 地域                  | 推計人口 (2020年) | 2010– 2015          | 2015– 2020          | 低出生率 | 高い 死亡率 | 移民転出 | 高い 中絶率 |
| ------------------------ | ----------------- | ------------------- | ------------------- | -------- | ----------- | -------- | ----------- |
| アンドラ                 | 77,543            | −0.2                | +1.5                | ◯        |             | ◯        |             |
| アルバニア               | 2,877,797         | −0.2                | −0.1                | ◯        |             | ◯        |             |
| ボスニア・ヘルツェゴビナ | 3,276,845         | −1.6                | −1.2                | ◯        |             | ◯        |             |
| ブルガリア               | 6,520,314         | −0.8                | −0.9                | ◯        | ◯           | ◯        | ◯           |
| クロアチア               | 4,105,267         | −0.5                | −0.8                | ◯        | ◯           | ◯        |             |
| エストニア               | 1,326,804         | −0.2                | +0.2                | ◯        | ◯           | ◯        |             |
| ジョージア               | 3,989,167         | −0.3                | −0.0                | ◯        | ◯           | ◯        |             |
| ギリシャ                 | 10,423,054        | −0.4                | −0.6                | ◯        |             | ◯        |             |
| ハンガリー               | 9,660,351         | −0.3                | −0.2                | ◯        | ◯           | ◯        |             |
| イタリア                 | 60,461,826        | +0.1                | −0.3                | ◯        |             |          |             |
| 日本                     | 126,476,461       | −0.1                | −0.3                | ◯        |             |          |             |
| ラトビア                 | 1,864,884         | −1.1                | −1.0                | ◯        | ◯           | ◯        |             |
| リトアニア               | 2,678,864         | −1.2                | −1.0                | ◯        | ◯           | ◯        |             |
| モルドバ                 | 4,033,963         | −2.2                | −1.2                | ◯        | ◯           | ◯        |             |
| ポーランド               | 37,846,611        | −0.0                | −0.1                | ◯        |             | ◯        |             |
| ポルトガル               | 10,196,709        | −0.4                | −0.1                | ◯        |             | ◯        |             |
| プエルトリコ             | 3,285,874         | −1.4                | −1.1                | ◯        |             | ◯        |             |
| ルーマニア               | 19,237,691        | −0.5                | −0.5                | ◯        |             | ◯        | ◯           |
| セルビア                 | 6,740,936         | −0.4                | −0.4                | ◯        | ◯           | ◯        |             |
| スペイン                 | 46,745,896        | −0.0                | +0.3                | ◯        |             |          |             |
| シリア                   | 18,207,894        | −2.6                | +1.3                |          | ◯           | ◯        |             |
| ウクライナ               | 41,390,728        | −0.3                | −0.5                | ◯        | ◯           | ◯        | ◯           |
| ベネズエラ               | 28,609,886        | +1.2                | −1.1                |          | ◯           | ◯        |             |

## 経済との因果関係
人口が減少すると経済成長率が減少するという意見がある。ただし必ずしもそうならない場合もあり、例としてロシアは1992年をピークに人口が減少し続けるようになったが、2000年代は原油価格に支えられ好景気だった。
OECDの統計によれば、人口増加率と生産性の上昇率は明らかに反比例となっており、人口が減れば労働生産性は上がるとされている。一方で、一人当たりGDPは、人口が少ない方が増加する傾向がある。資本の量が一定であれば、人数が少ないほうが一人が使う資本は大きくなり、一人あたりの生産は上昇するとされる。人口が減少するということは、生産者が減る一方で消費者も減るということであり、同率で減少すれば一人当たりの豊かさに変化はなく、国全体の経済力は小さくなるとされる。

### 生産年齢人口
人口減少は国内消費を縮小させたり、労働力人口を減少させる。
人口減少社会とは生産年齢人口が減少していく社会であるが、そのためにもより多くの人が働く必要がある。女性・高齢者が働ける環境が整えば対応できるため、極端な人口減少が起きない限り労働力の問題は深刻化しないとされる。人口減少が問題になるのは、女性・高齢者の社会参加が十分に達成された後の話であるとされる。

### 国家財政
働く若者世代の人口が減っていけば、所得税などの税収は減少するとされている。少子高齢化によって税収が減る一方で、支出は増えるとされている。

### 消費
少子高齢化の影響について、高齢になるほど所得から消費に回す比率が高くなるため、家計貯蓄率の低下を招くが、教育支出を減少させる一方、（高齢者の増加は）娯楽需要を増加させ、医療・介護に関連するビジネスが生まれる可能性があるとされる。
消費への具体的な影響の一例として、日本では自動車保有台数が減少し国内市場は縮小傾向にある。国内新車販売台数（登録車+軽自動車）は、1990年（平成2年）に778万台でピークとなり、2014年（平成26年）は556万台に減少し、今後もさらに増える要素は見られないという点は一般的な見方となっている。これは少子高齢化や人口の都市部集中（とりわけ東京一極集中）などの要素が複合的に関連している事象ではある。これに伴うガソリンなどの燃料の内需減少が長期化する見通しにより、2019年に出光興産と昭和シェル石油の経営統合が行われるなど、石油元売の再編にも拍車をかける一因と論じられた。

### 物価
国際決済銀行（BIS）、フィンランド銀行の調査担当者であるミカエル・ジュセリウス、エロッド・タカッツは先進22カ国の1955-2010年のデータを基に、高齢化はインフレーション圧力が高まる可能性があると指摘している。

## その他の影響
人口減少によって住宅環境が改善する。また、緑地・公園が増えれば快適な環境が実現できるとされている。住宅事情が向上し、通勤の混雑・交通渋滞は緩和されるとされている。

## 日本

日本の総人口の将来予想（国立社会保障・人口問題研究所）。出生率および死亡率について、それぞれ高/中/低ケース別に予測されている。

日本でこの言葉が広く用いられるようになったのは、2005年（平成17年）12月に「平成17年（2005年）国勢調査」の最初の集計結果である速報人口を総務省統計局が公表したころからである。この中で統計局は、「1年前の推計人口に比べ2万人の減少、我が国の人口は減少局面に入りつつあると見られる」とし、社会的に注目を集めた。2009年（平成21年）の時点では統計局は実際に人口減少の局面に入ったのは2008年（平成20年）であると推定していた。
その後「平成22年（2010年）国勢調査」の結果をもとに改定された人口推計によると、日本の人口は2007年（平成19年）から2010年（平成22年）まではほぼ横ばいで推移していたものが2011年（平成23年）に26万人の減少となり、その後の月別でも相当数の減少が続いていることから、2012年（平成24年）1月の時点で統計局は2011年（平成23年）が「人口が継続して減少する社会の始まりの年」と言えそうだとしている。
統計局が最初の「人口減少」の発表をおこなう前後から、「日本が将来人口が減少する社会になることは確実である」という予測がなされ、それを前提とした社会変化や影響を考察した報告が官庁や学術会議において提出されている。
2014年（平成26年）2月24日、内閣府の「選択する未来」委員会は、外国からの移民を毎年20万人ずつ受け入れることで、日本の人口1億人を100年後も維持できるという試算を示した。

## 関連文献
- 諸富徹『人口減少時代の都市 - 成熟型のまちづくりへ』中央公論新社〈中公新書〉、2018年。
- 山崎史郎『人口減少と社会保障 - 孤立と縮小を乗り越える』中央公論新社〈中公新書〉、2017年。
- 吉川洋『人口と日本経済　長寿、イノベーション、経済成長』中央公論新社〈中公新書〉、2016年。
- 吉原祥子『人口減少時代の土地問題 - 「所有者不明化」と相続、空き家、制度のゆくえ』中央公論新社〈中公新書〉、2017年。